# Кальзаге, Джо
Джо Кальзаге (англ. Joe Calzaghe; род. 23 марта 1972, Хаммерсмит, Большой Лондон) — непобежденный  британский боксёр-профессионал, выступавший во 2-й средней категории. Чемпион мира во 2-й средней (версия WBO, 1997—2008; версия IBF, 2006; версия WBC, 2007—2008; версия WBA, 2007—2008) весовой категории. Победил 26 боксёров за титул чемпиона мира.

## Биография

### 1993—2002
Дебютировал в октябре 1993 года. Кальзаге почти все свои бои провёл в Великобритании.
В октябре 1997 года в бою за вакантный титул WBO в суперсреднем весе победил известного бойца Криса Юбенка.
С 1997 по 2002 годы успешно защитил свой титул победив множество боксёров, в том числе непобежденного Марио Файта и Чарльза Брюера.

### 28 июня 2003Джо Кальзаге —Байрон Митчелл
- Место проведения:  Интернэшнл Арена, Кардифф, Уэльс, Великобритания
- Результат: Победа Кальзаге техническим нокаутом в 2-м раунде в 12-раундовом бою
- Статус: Чемпионский бой за титул WBO во 2-м среднем весе (13-я защита Кальзаге)
- Рефери: Дэйв Пэррис
- Вес: Кальзаге 75,70 кг; Митчелл 76,20 кг
- Трансляция: Showtime

В июне 2003 года Джо Кальзаге вышел на ринг против Байрона Митчелла. Во 2-м раунде Митчелл левым крюком попал в челюсть Кальзаге. Кальзаге впервые в карьере оказался в нокдауне. Он сразу же встал. Митчелл бросился добивать валлийца. Кальзаге в контратаке левым крюком в челюсть послал его в нокдаун. Митчелл поднялся. Теперь уже Кальзаге бросился его добивать.
Валлиец провёл несколько успешных ударов, после которых Митчелл зашатался и повалился на канаты. Рефери остановил бой.

### 2004—2006
В мае 2005 года выехал в Германию на бой против немца Марио Файта. Кальзаге победил нокаутом в 6-м раунде.

### 4 марта 2006Джо Кальзаге —Джефф Лейси
- Место проведения:  М. Е. Н. Арена, Манчестер, Ланкашир, Великобритания
- Результат: Победа Кальзаге единогласным решением в 12-раундовом бою
- Статус: Чемпионский бой за титул IBF во 2-м среднем весе (5-я защита Лейси); чемпионский бой за титул WBO во 2-м среднем весе (13-я защита Кальзаге)
- Рефери: Рауль Каис
- Счёт судей: Нельсон Васкес (119—105), Рой Фрэнсис (119—107), Адалейд Бёрд (119—107) — все в пользу Кальзаге
- Вес: Кальзаге 76,20 кг; Лейси 75,70 кг
- Трансляция: Showtime
- Счёт неофициальных судей: Клод Абрамс (119—107), Джон Коти (119—107), Колин Харт (119—107) — все в пользу Кальзаге

В марте 2006 года состоялся объединительный бой в суперсреднем весе между долгоиграющим непобеждённым чемпионом мира по версии WBO Джо Кальзаге и непобеждённым чемпионом мира по версии IBF Джеффом Лейси. Оба противника приняли атакующий вариант ведения боя. Более техничный Кальзаге уверенно громил противника — он безостановочно его атаковал, и в отличие от Лейси, значительная часть его ударов приходилась в цель. В 11-м раунде рефери снял с Кальзаге очко за удар после команды «брейк». В 12-м раунде Кальзаге провёл спуртовую атаку. Ближе к середине раунда он попал левым крюком в голову Лейси и тот впервые оказался в нокдауне. Лейси встал на счет 4. Кальзаге бросился его добивать. Лейси был на грани нокаута. Неожиданно рефери прервал бой. Он заметил, что у Лейси развязался бинт на перчатке. Он отвел американца в угол, чтобы ему привязали бинт. После возобновления боя Кальзаге вновь начал бомбить Лейси, но добить не смог.

### 14 октября 2006Джо Кальзаге —Сакио Бика
- Место проведения:  М. Е. Н. Арена, Манчестер, Ланкашир, Великобритания
- Результат: Победа Кальзаге единогласным решением в 12-раундовом бою
- Статус: Чемпионский бой за титул IBF во 2-м среднем весе (1-я защита Кальзаге); чемпионский бой за титул WBO во 2-м среднем весе (19-я защита Кальзаге)
- Рефери: Микки Вэнн
- Счёт судей: Хосе Ривера (117—110), Джон Лоусон (117—110), Фил Эдвардс (116—111) — все в пользу Кальзаге
- Вес: Кальзаге 76,20 кг; Бика 76,20 кг
- Трансляция: HBO BAD

В октябре 2006 года Кальзаге вышел на ринг против камерунца Сакио Бики. В середине 5-го раунда Бика низко опущенной головой столкнулся с головой Кальзаге. Рефери снял с камерунца очко. Бика был недоволен штрафом. По итогам 12-ти раундом судьи единогласным решением объявили победителем Джо Кальзаге.
После этого боя Кальзаге отказался от титула IBF.

### 7 апреля 2007Джо Кальзаге —Питер Манфредо
- Место проведения:  Милленниум Стадимум, Кардифф, Уэльс, Великобритания
- Результат: Победа Кальзаге техническим нокаутом в 3-м раунде в 12-раундовом бою
- Статус: Чемпионский бой за титул WBO во 2-м среднем весе (20-я защита Кальзаге)
- Рефери: Терри О’Коннор
- Время: 1:30
- Вес: Кальзаге 76,10 кг; Манфредо 75,30 кг
- Трансляция: HBO
- Счёт неофициального судьи: Харольд Ледерман (20—18 Кальзаге)

В апреле 2007 года Кальзаге встретился с Питером Манфредо. В середине 3-го раунда Кальзаге прижал Манфредо к канатам и начал спуртовую атаку. Сначала его удары достигли цель, затем значительная часть ударов пришлась по защите, а последние удары и вовсе выброшены были в холостую. Однако рефери неожиданно прекратил бой. Решение было очень спорным.

### 3 ноября 2007Джо Кальзаге —Миккел Кесслер
- Место проведения:  Милленниум Стадимум, Кардифф, Уэльс, Великобритания
- Результат: Победа Кальзаге единогласным решением в 12-раундовом бою
- Статус: Чемпионский бой за титул WBC во 2-м среднем весе (2-я защита Кесслера); чемпионский бой за титул WBA во 2-м среднем весе (5-я защита Кесслера); Чемпионский бой за титул WBO во 2-м среднем весе (21-я защита Кальзаге)
- Рефери: Майк Ортега
- Счёт судей: Рауль Каис (117—111), Джон Стюарт (116—112), Массимо Барровеччио (116—112) — все в пользу Кальзаге
- Вес: Кальзаге 75,50 кг; Кесслер 76,20 кг
- Трансляция: HBO
- Счёт неофициального судьи: Харольд Ледерман (117—111 Кальзаге)

В ноябре 2007 года состоялся объединительный бой во 2-м среднем весе между долгоиграющим чемпионом мира по версии WBO Джо Кальзаге и чемпионом мира по версиям WBC и WBA Миккелом Кесслером. Более агрессивный Кальзаге победил по очкам.

### 19 апреля 2008Бернард Хопкинс —Джо Кальзаге
- Место проведения:  Томас энд Мэк Центр, Лас-Вегас, Невада, США
- Результат: Победа Кальзаге раздельным решением в 12-раундовом бою
- Статус: Рейтинговый бой
- Рефери: Джо Кортес
- Счёт судей: Тед Гимза (115—112 Хопкинс), Адалейд Бёрд (113—114 Кальзаге), Чак Джиампа (116—111 Кальзаге)
- Вес: Хопкинс 78,50 кг; Кальзаге 78,50 кг
- Трансляция: HBO
- Счёт неофициального судьи: Харольд Ледерман (111—116 Кальзаге)

В апреле 2008 года состоялся бой между Джо Кальзаге и Бернардом Хопкинсом. Джо Кальзаге впервые дрался в США. В середине 1-го раунда Хопкинс встречным правым кроссом попал в голову британца, и тот оказался в нокдауне. Кальзаге сразу же поднялся. Он не был потрясённым, поэтому Хопкинс не бросился добивать его. В близком бою судьи отдали победу раздельным решением британцу.
Не стоит забывать, что Джо три раза совершил «нелегальный» удар ниже пояса, однако если после 2-х первых судья дал Хопкинсу возможность отдышаться, то третий он попросту не заметил и продолжил бой.

### 8 ноября 2008Джо Кальзаге —Рой Джонс
- Место проведения:  Мэдисон-Сквер-Гарден, Нью-Йорк, Нью-Йорк (штат), США
- Результат: Победа Кальзаге единогласным решением в 12-раундовом бою
- Статус: Рейтинговый бой
- Рефери: Хуберт Эрл
- Счет судей: Джули Ледерман (118—109), Терри О’Коннор (118—109), Джерри Рот (118—109) — все в пользу Кальзаге
- Вес: Кальзаге 79,2 кг; Джонс 79,2 кг
- Трансляция: HBO PPV
- Счёт неофициального судьи: Харольд Ледерман (117—110 Кальзаге)

В ноябре 2008 года состоялся бой между Джо Кальзаге и американцем Роем Джонсом. В середине 1-го раунда Джонс встречным левым хуком пробил в голову противника. Валлиец упал на канвас. Он поднялся на счёт 5. Кальзаге не выглядел потрясённым. Валлиец весь бой шёл вперёд, выбрасывая огромное количество ударов, и превосходя оппонента в скорости. Американец ничего не мог противопоставить этому давлению. К середине боя над левым глазом Джонса образовалось рассечение. По окончании поединка все судьи одинаковым разгромным счётом 117—109 отдали победу Джо Кальзаге.